# Monnechroma uniforme
Monnechroma uniforme är en skalbaggsart som först beskrevs av Pierre Émile Gounelle 1911.  Monnechroma uniforme ingår i släktet Monnechroma och familjen långhorningar. Inga underarter finns listade i Catalogue of Life.